# Digimon Masters
Digimon Masters (en coréen : 디지몬 마스터즈 ; en japonais : デジモンマスターズ) est un jeu de rôle en ligne gratuit et téléchargeable basé sur l'univers de la franchise médiatique Digimon. Le jeu a été publié en-ligne dans son intégralité le 27 septembre 2011 sur le site officiel de Joymax (compagnie sœur de WeMade Entertainment) et repris par la suite par Gameking.

## Système de jeu

### Personnages
Les joueurs peuvent incarner l'un des quatre principaux protagonistes de la cinquième saison de l'anime officiel intitulé Digimon Data Squad et incluent Marcus Damon, Thomas H. Norstein, Yoshino Fujieda et Keenan Crier, chacun proposant des statistiques relativement équilibrées. Par la suite, un partenaire digimon de niveau disciple peut être sélectionné, parmi lesquels Agumon, Gaomon, Lalamon et Falcomon ; ce partenaire digimon devra ensuite combattre pour accomplir diverses missions.

### Digimonde
Le digimonde est un espace virtuel fondé à l'aide des réseaux de communications informatiques et électroniques de la Terre dans lequel les digimon vivent. Ce monde digital est implanté dans un ordinateur nommé Yggdrasil est il est sous contrôle d'intelligences artificielles. Les digimon sont des organismes vivants à l'intelligence indépendante. Ils grandissent d'une manière similaire aux organismes vivants. Ils se basent sur un processus d'évolution qui les rend plus forts et plus résistants. Le digimonde est un univers parallèle au monde réel (la Terre) dans lequel vivent les humains. Tandis que le digimonde se renforce et s'agrandit, voyager jusqu'au monde réel devient alors possible.

### Croissance et évolution
Chaque digimon nait à partir d'un digi-œuf (également nommé digitama), évoluent et grandissent par le biais d'un processus nommé « digivolution » avec plusieurs niveaux : entrainement, disciple, champion, ultime, méga. Les données sont nécessaires. Les digimon grandissent en chassant d'autres digimon et « absorbent » leurs données. Ils se préparent à se digivolver en une forme plus puissante lorsqu'ils atteignent un certain niveau. Certains digimon établissent des relations amicales avec des humains ; dans ce cas, ces humains sont nommés digisauveurs ou dompteurs.
Digimon Masters, indique au départ les niveaux de base (digi-œuf, bébé et entraînement) et les personnages du jeu débutent au niveau disciple. Certains digimon peuvent se digivolver dans un niveau nommé Burst après s'être digivolvé au niveau méga.

## Développement
Le 30 juillet 2011, Joymax lance une démonstration téléchargeable pour les joueurs et se termine le 6 septembre 2011. Après conclusion, Joymax annonce, le 22 septembre 2011, que le jeu est diffusé à partir du 27 septembre 2011 sur le site officiel de Joymax et que le développement s'achève le 10 octobre 2011.

## Accueil
Digimon Masters a été moyennement accueilli depuis son lancement. Wolphegon, du site français Jeuxvideo.com, attribue une moyenne générale de 13 sur 20 expliquant que « les amateurs ne bouderont pas leur plaisir », mais il note cependant la « redondance du levelling imposé, de la lenteur du personnage qui peut frustrer les débutants, ou encore des quêtes qui suivent quasiment toutes le même principe : parler, combattre, parler, empocher. »